# Csörgő-lyuk
A Csörgő-lyuk Magyarország nem karsztosodó kőzetben kialakult leghosszabb és legismertebb barlangja. A Mátra egyetlen fokozottan védett barlangja. Magyarország egyetlen olyan fokozottan védett barlangja, amely vulkanikus kőzetben keletkezett.

## Leírás
A Mátra Ny-i részén, a Magas-Mátra ÉNy-i szélén, a Bükki Nemzeti Parkban, az Ágasvár D-i oldalán, az Ágasvári turistaháztól kb. 500 m-re, néhány m-rel a Vándor-forrás felett van a vízszintes tengelyirányú bejárata. Az Ágasvári turistaháztól a Vándor-forrás felé vezető piros sáv jelzésű turistaútból kiágazó piros Ω, azaz piros barlangjel jelzésű ösvényen gyalog közelíthető meg. A barlang vasráccsal lezárt bejárata 543 m tengerszint feletti magasságban, egy kis sziklacsoportban nyílik. A bejárati részen kútgyűrűkkel van biztosítva, amelyek az omlásveszély miatt lettek elhelyezve.
Magyarországon a legnagyobb nem karsztosodó kőzetben kialakult barlang. Hossza 428 m, mélysége 29,6 m és vízszintes kiterjedése 62 m. A barlang riolittufában, vagy riodácittufában kőzetcsuszamlással és feltorlódással keletkezett. A tektonikus mozgások miatt megbillent helyzetű, feldarabolódott kőzet jelenleg is tartó mozgása miatt alakult ki. Az átlagosan 20°-os lejtőn DK felé csúsznak a kőzettömbök és ezért az ÉK–DNy irányú csapásvonallal párhuzamos a feltorlódó kőzettömbök között kialakult üregrendszer folyosóinak többsége. A Csörgő-lyuk atektonikus keletkezésű barlang. Az atektonikus barlangok a lejtőn mozgó, nagyméretű kőzetdarabokban létrejött barlangok, melyeknek több genotípusuk van. A Csörgő-lyuk az atektonikus barlangok feltorlódással keletkezett típusába tartozik.
A mélyzónában időszakosan kis vízfolyás figyelhető meg és a Denevér-teremben állóvíz található. Klímája eltér a többi magyarországi barlang klímájától. Mélyen lévő pontjain nyáron is alig haladja meg a levegő hőmérséklete a 4 °C-ot. A szűk, néhány helyen omlásveszélyes, labirintusszerű és nehezen járható barlang helyismerettel, barlangjáró gyakorlattal, a Bükki Nemzeti Park Igazgatóság engedélyével és barlangjáró alapfelszereléssel látogatható. A Halálvigyor-akna nevű részben kell csak kötéltechnikai eszközt használni.
Előfordulnak benne pecebogárfélék, például a Choleva agilis, árnyéklegyek, például a Sciara ofenkaulis és lepkék, leginkább a kutyabenge araszoló, a vörös csipkésbagoly és a nappali pávaszem. A barlang denevérek, különösen patkósdenevérek telelőhelye.
Egy bejárat vezet a nagyon bonyolult térlabirintusba, amely néhány kis teremből és néhány folyosóból, valamint aknajáratból áll. Az aknák és folyosók egy része nagyon szűk, vagy néhány felül szűk akna hirtelen kitágul lefelé. A falakat szemcsés, világosszürke, néhol mállékony tufatömbök alkotják. Nincs benne ásványkiválás. Morfológiai érdekesség a szép formájú Hajóorr és a Szuper kocka kőtömbje. Kisebb-nagyobb sziklatömbök teszik változatossá a járószintek nagyobbik részét. Kevés benne az aprószemű törmelék. A 8×4×5 m-es Nagy-teremig tart a kútgyűrűtől a kb. 30 m hosszú bejárati szakasz. A kezdetben guggolva járható, lankás folyosó egy lefelé táguló, 5 m mély, Tölcsérnek nevezett aknában végződik.
A Tölcsér után egy lankás kúszójárat vezet a Nagy-terembe, amely 13 m mélyen található. A Tölcsér aljából még két járaton át lehet eljutni a Nagy-terembe. A kissé megnyúlt formájú terem mennyezetét és oldalát nagy, sima, graffitikkel telerajzolt sziklafelület határolja. Alját kis kövek és kőzetblokkok fedik és itt van a látványos Hajóorr nevű sziklaképződmény. A Terasz alól, a Nagy-terem ÉK-i végéből az 1. Körjárat indul. Ez több, egymással párhuzamos, ÉK felé tartó, leginkább szűk járatból és az ezeket összekötő függőleges és ferde aknákból, illetve kürtőkből áll. A Pokol a kb. 90 m hosszú rész alsó szintjén helyezkedik el.
A 2. Körjárat a terem D-i sarkából aránylag tágas folyosóval K–ÉK felé indul és a 10×5×2 m-es, 15 m mélyen található Ferde-terembe érkezik. A Csúszda nevű helyet, majd a szűk József-terem nevű részt érinti a mellékágakkal együtt 110 m hosszú szakasz. A visszavezető úthoz nehéz mászás kell a Nagy-terem alatti omladékzónában. A Ferde-terem aljából nagyon szűk réseken, két helyen lehet bejutni az M-rendszer kb. 60 m-es szakaszába. Nehezen járható törmelékzónába vezetnek a szűk folyosók, amelynek két kiöblösödése az F-terem és a nemrég beomlott Trapéz-terem. A nehezen és vékony testalkatúak számára járható M-rendszerben van a Szuper kocka, amely egy különálló, szabályos kocka alakú és 8 m élhosszúságú kőtömb, valamint a barlang egyik nevezetessége. A kőtömbhöz kapcsolódó sokféle paranormális jelenségről szóló beszámoló jelent meg a sajtóban.

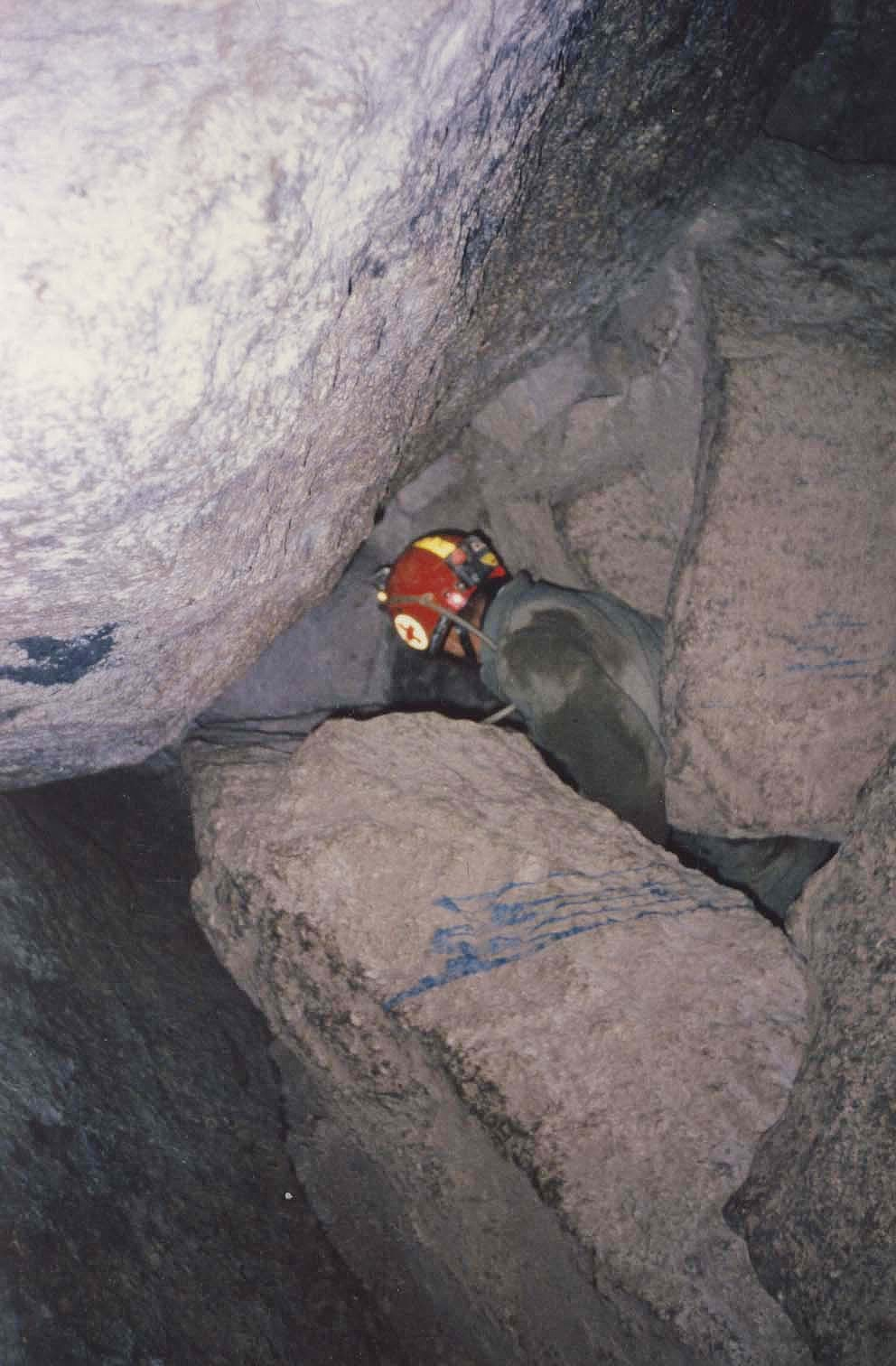
Részlet a Csörgő-lyukban lévő Nagy-teremből

A barlang legmélyebb pontja felé halad a 3. Körjárat a Nagy-terem aljának kőhalmaza közötti résekből. A kb. 80 m hosszú járat felső zónája kőtömbök közti labirintus, amelynek Giliszta-járatok a neve. Éles fordulókon és kürtőkön, valamint kúszva járható folyosókon lehet lejutni a 8×3×4 m-es és 27 m mélyen lévő Denevér-terembe, amelynek alján időnként tó található. A teremből néhány vakjárat indul, köztük az az 5 m hosszú, szűk, alacsony és majdnem Ny-ra tartó, amelynek végében a Vidróczki-forrás ered. A víz a fal repedéseiből szivárog és a folyosó végi törmelékben tűnik el. A Denevér-terem időszakos tavát a forrás tölti fel, ha nagy a vízhozam. A 6×7×5 m-es Meglepetés-terem nevű részt és a belőle induló folyosókat a Halálvigyor-akna nevű részen kötéllel ereszkedve lehet elérni.
1976-ban volt először Csörgő-lyuknak nevezve a barlang az irodalmában. Nevét a belőle eredő Csörgő-patakról kapta. Előfordul a barlang az irodalmában Ágasvári-barlang (Bertalan, Schőnviszky 1976), Ágasvári barlang (Szabó 1890), Ágasvári Csengő-lyuk (Bertalan, Kordos, Országh 1976), Ágasvári Csörgő-lyuk (Neidenbach, Pusztay 2005), Ágasvári trachit-barlang (Szabó 1890), Csengő-lyuk (Boros 1971), Csergőlyuk (Dudich 1932), Csergő-lyuk (Hazslinszky 1981), Csörgőlyuk (Szabó 1890), Csörgő lyuk (Bertalan 1976), Csörgőlyuk-barlang (Eszterhás 2003), Csörgő-lyuk Cave (Takácsné, Eszterhás, Juhász, Kraus 1989), Csörgőlyuki-barlang (Mikusik 1956), Mátrai Csörgő-lyuk és Remete-barlang (Jakucs 1955) neveken is.

## Kutatástörténet
Sok érdekes történet fűződik a barlanghoz. A környéken élők szerint az ágasvári erődítmény kazamatája a barlang. Egy másik történet szerint Vidróczki Márton, a hírhedt mátrai betyár a barlang forrásánál itatta lovát és a barlangi tóra még csónakot is ácsoltatott. Néhány messziről jött ember felkereste, mert úgy tudták, hogy benne arany és ezüst kincseket rejtettek el. Fáy András vígjátéka, a Kincskeresők itt játszódik. A 19. század végén Némethi Kálmán a barlangban élt remeteéletet.
Szabó József 1868-ban hallott a barlangról és ő volt az első, aki tudományosan kutatta. Szabó József 1869 májusában helyiekből és fővárosiakból álló nagy expedíciót - Rybár István, Thanhoffer Lajos, Winkler Benő és Themák Ede társaságában - vezetett a Csörgő-lyuk megismerésére. A Magyarhoni Földtani Társulat 1870. december 14-i szakülésén ismertette a barlangot és a barlang kutatásának eredményeit Szabó József. Az 1871. évi Földtani Közlönyben jelent meg az ismertetés, amely szerint a Mátra egyik nevezetessége a Pásztó közelében, az Ágasvár meredek D-i oldalában lévő barlang. Tajtkő konglomerátumban keletkezett. Ebben a kőzetben nagyon ritkák a barlangok. A barlangbejárattól kb. 12 ölnyire egy terem van és a teremből három irányba indulnak járatok.
A barlangban látni lehet, hogy a tajtkő konglomerátum darabokra töredezett. A rétegek lassan és folyamatosan csúsznak a völgytalp irányába. A kőzet mozgása közben töredeztek össze a rétegek és a darabok feltorlódtak egymás felett a különböző sebességű mozgások miatt. A tajtkő konglomerátumon keresztül mátrait hatolt át és a mátrait emelkedésekor törtek össze szabálytalanul a rétegek. Így jött létre a barlang, amelyet az erózió és az állandó csúszások tovább alakítottak jelenlegi formájára. Ezek a hatások a jövőben is változtatni fogják a barlang képét. A barlang nem kialakulásának módja miatt, hanem kőzete miatt különbözik a többi, általában mészkőben lévő barlangtól. A trachitból álló helyek egyik nevezetessége, mert ebben a kőzetben nem ismert másik barlang. A Mátra egyetlen barlangja.
Az 1890. évi Turisták Lapja című folyóiratban megjelent a barlang részletes leírása mellett a barlang alaprajz térképe és hosszmetszet térképe, amelyeket Szabó József felmérése alapján Thanhoffer Lajos rajzolt. Az 1891. évi Archaeologiai Értesítőben kiadott és Bartalos Gyula által írt publikációban az olvasható, hogy a barlang az Ágasvár alatt található, tajtkő-konglomerátban keletkezett és három ága van. Az írásban megismételte a Turisták Lapja folyóiratban megjelent és Szabó József által írt cikknek azt a részét, hogy a barlang nem kialakulásának módja miatt, hanem kőzetéből adódóan különbözik a többi, általában mészkőben lévő barlangtól. Bartalos Gyula régészetileg is figyelemre méltónak tartotta a barlangot, mert a környéken vannak régészeti lelőhelyek és azért, mert olyan szájhagyomány kapcsolódik a barlanghoz, hogy régen az emberek kincseket rejtettek el benne, amelyeket nagypénteken szoktak keresni a barlangban a babonás kincsvadászok.

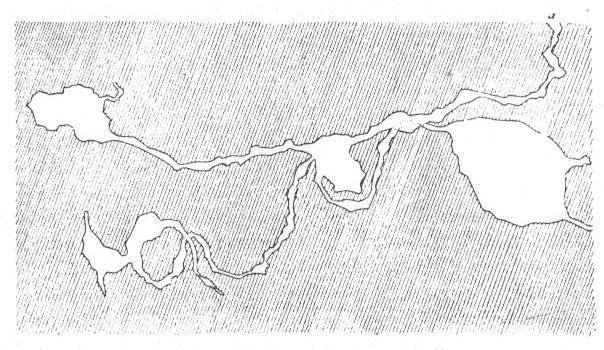
A Csörgő-lyuk alaprajz térképe, amely Szabó József 1890-ben megjelent tanulmányában lett publikálva

Az 1930-ban napvilágot látott, A Mátra részletes kalauza című kiadványban az van írva, hogy néhány történelemkutató szerint az Ágasvár föld alatti helyiségeit képezhette a barlang. A barlanghoz néhány babona és monda fűződik. Kincset kereső emberek a 19. század közepén messziről ide jártak. Az 1931-ben megjelent, Kaán Károly által írt könyv szerint erupciós kőzetben hasadékmenti eltolódással jött létre, amely nagyon ritka barlangkeletkezési mód és emiatt is megérdemli természeti emlékként fenntartását. Az 1932-ben napvilágot látott, Természetvédelem és a természeti emlékek című könyvben meg van ismételve a könyv 1931. évi kiadásának Csörgő-lyukat tárgyaló része. Az 1932-ben kiadott, Dudich Endre által írt könyvben az olvasható, hogy a Csergőlyuk (Ágasvári barlang) a Mátra hegységben helyezkedik el. Az eruptív kőzetben hasadékmenti eltolódással jött létre a barlang. Az így kialakult barlang nagyon ritka jelenség. Az ismertetés 3 publikáció alapján lett írva. Az 1932. évi Barlangvilágban megjelent, Dudich Endre által írt tanulmány szerint a monotroph barlangok csoportján belül exotroph barlang.
A Turisták Lapja 1936. évi évfolyamában publikált, Barbie Lajos által írt tanulmány szerint az omladékos üregek csoportjába tartozik. Magyarország nagyon érdekes barlangja volt, de szétrobbantották. A Természetbarát 1938. évi 5–6. számában szó van arról, hogy érdekes és ritka barlangkeletkezési mód történik akkor, ha a barlang vulkánikus kőzetben jön létre. Magyarországon egyetlen olyan barlang (az Ágasvár oldalában található Csörgő-lyuk) van, amely vulkánikus kőzetben alakult ki. Működő vulkán volt évmilliókkal ezelőtt az Ágasvár. A vulkán kitörésének megszűnése és a hegy hirtelen lehűlése miatt földrepedés keletkezett a hegy belsejében. Ezt a repedést szélesítette folyosóvá és egy-két kis teremmé a hegy közelében fakadó Csörgő-patak. Az így létrejött barlang érdekes földtanilag, de keskeny járatai és csupasz falai miatt nem szép.
Az 1941-ben napvilágot látott Magyar turista lexikonban külön szócikke van a barlangnak. A kiadványban az olvasható, hogy a Csörgőlyuk nevű barlang a Mátra hegységben, az Ágasvár közelében helyezkedik el. A barlangban, a barlang bejáratától kb. 40 m-rel lejjebb lévő kis nyílásból ered a Csörgő-patak egyik ága. Különböző mondák és babonák fűződnek a barlanghoz. Az Országjárás 1942. évi évfolyamában meg lett említve, hogy a Mátra hegységben lévő legnevezetesebb barlang. Azért Csörgőlyuk a neve, mert a belőle kifolyó patak hangosan csörgedezve folyik a barlang belsejében. Nagy termekből és több irányban elágazó folyosókból áll, amelyeket a hegyen épített Ágasvár lakói használtak. Az 1952. évi Földrajzi Értesítőben jelent meg egy Leél-Őssy Sándor által írt tanulmány, amelyben részletesen ismertetve van a barlang. Az 1953. évi Földrajzi Értesítőben és az 1953. évi Idegenforgalmi Tájékoztatóban Székely András publikált két tanulmányt a 139 m hosszú barlangról.
Az 1955-ben kiadott, Mátra című könyvben az van írva, hogy azt hiszik az Ágasvárnak volt föld alatti barlangja, ahová a vár régi urai sok kincset rejtettek. Messziről kincskeresők jöttek ide, de nem találtak semmit, esetleg a föld alatti üregről újabb meséket terjeszthettek. Az 1958. évi Karszt- és Barlangkutatási Tájékoztatóban megjelent, Bertalan Károly által írt összeállítás szerint az Ágasvár D-i oldalán, andezittufában lévő, tektonikusan előkészített és tömegmozgásos csuszamlások által létrejött hasadékbarlang. A Csörgő-lyuktól kb. 150 m-re, 25 m-rel lejjebb van az ágasvári huzatos üreg. Az összeállítás Csörgő-lyukra vonatkozó része 6 publikáció alapján lett írva. Az 1971. évi Karszt és Barlangban megjelent, Boros Ádám által írt tanulmányban meg van említve, hogy a mészkő- és dolomitbarlangokon kívül vannak növények más üregekben is. Magyarországon erre alig van példa. Flóra szempontjából teljesen meddő a Csengő-lyuk, amely az Ágasvár egyetlen barlangja.
Az 1976-ban befejezett, Bertalan Károly által írt kéziratban az olvasható, hogy a Mátrában lévő Mátraszentimrén található Ágasvári barlang további nevei Csergőlyuk és Csörgő-lyuk. Az Ágasvár meredek D-i oldalán, a Csörgő-patak völgyében, a Felső-Csörgőrét ÉK-i széle felett, 528 m tengerszint feletti magasságban, sziklák között van szűk, kéményszerű bejárata. Az életveszélyes barlang 139 m hosszú és 20 m mély. Három folyosóból és egy nagy teremből áll a tektonikus hasadékbarlang. A kézirat barlangra vonatkozó része 1 publikáció alapján van írva. Az 1976-ban napvilágot látott Magyar barlangtani bibliográfia barlangnévmutatójában szerepel a Mátrában elhelyezkedő barlang Ágasvári-barlang néven Csörgő-lyuk névváltozattal. A barlangnévmutatóban fel van sorolva 10 irodalmi mű, amelyek foglalkoznak a barlanggal.
1976-ban vált országos jelentőségű barlanggá az 5200-as (Cserehát, Mátra) barlangkataszteri területen lévő, mátraszentimrei Ágasvári Csengő-lyuk. Az 1976-ban összeállított, országos jelentőségű barlangok listájában lévő barlangnevek pontosítása után, 1977. május 30-án összeállított, országos jelentőségű barlangok listáján rajta van a Mátra hegységben, Mátraszentimrén található barlang Csörgő-lyuk néven. 1977-ben kiemelt jelentőségű barlanggá minősítette az Országos Természetvédelmi Hivatal és ekkor az 5230/1 barlangkataszteri számot kapta. Az 1977. évi Karszt és Barlangban megjelent, Bajomi Dániel által írt tanulmányban van egy Magyarország térkép, amelyen a Magyarországon lévő, biológiailag kutatott barlangok földrajzi elhelyezkedése figyelhető meg. A térképen látható a biológiailag feldolgozás alatt álló Ágasvári-barlang földrajzi elhelyezkedése. A folyóirat 1977. évi különszámába bekerült a tanulmány angol nyelvű változata. Ebben a tanulmányban is közölve lett a térkép, amelyen Ágasvár a barlang neve.
Az 1980. évi Karszt és Barlang 1. félévi számában publikálva lett, hogy a kiemelt jelentőségű Csörgő-lyuk az 5200-as barlangkataszteri területen (Börzsöny hegység, Cserhát hegység, Mátra hegység, Karancs hegység) helyezkedik el. Az ágasvári barlangnak 5230/1. a barlangkataszteri száma. Az MKBT Dokumentációs Bizottsága a helyszínen el fogja helyezni, a többi kiemelt jelentőségű barlanghoz hasonlóan, a barlang fémlapba ütött barlangkataszteri számát. A barlangkataszteri szám beütéséhez alapul szolgáló fémlap ugyanolyan lesz mint a többi kiemelt jelentőségű barlang fémlapja.
Az 1981 novemberében kitöltött, később módosított barlangkataszteri törzslapja szerint Mátraszentimrén, sziklák között található a szűk, háromszög alakú bejárata. 370 m hosszú és 29,6 m mély a riolittufában kialakult fokozottan védett barlang. Elágazó jellegű és lejtős jellegű. Vetőtükör figyelhető meg benne. Tektonikus és tömegmozgásos eredetű. Engedéllyel, nehéz mászással és barlangjáró alapfelszereléssel járható. Életvédelmi okból lett lezárva rácsajtóval. Barlangjárás és omlás veszélyezteti. A bejárati ajtó nem volt nyitható egy lezuhant kőtömb miatt a helyszíneléskor. A barlangba csak a bejárati rács feletti kis hézagon átkúszva lehetett bejutni.
1982-ben a Barlangtani Intézet munkatársa, Kárpát József barlangkataszteri adatainak megállapításakor felmérte és megszerkesztette a barlang alaprajz térképét, hossz-szelvény térképét, valamint az 1982. júniusig felmért szakaszok fő járatainak vetületi hossz-szelvény térképét. A felmérés szerint a barlang 230 m hosszú. 1982. július 1-től az Országos Környezet- és Természetvédelmi Hivatal elnökének 1/1982. (III. 15.) OKTH számú rendelkezése (1. §. és 3. §., illetve 5. sz. melléklet) értelmében a Mátra hegységben lévő Csörgő-lyuk fokozottan védett barlang. Mérete, befoglaló kőzete, genetikai, hidrológiai és biológiai értékei miatt lett fokozottan védett barlang. Az 1982. szeptember–októberi MKBT Műsorfüzetben meg van említve, hogy a Mátra hegységben található Ágasvári Csörgő-lyuk fokozottan védett barlang. A felsorolásban a barlangnevek az MKBT által jóváhagyott és használt helyesírás szerint, javított formában lettek közölve. 1983-tól 1997-ig a Sziklaorom Hegymászó és Barlangász Club tagjai, akiket Buda László vezetett jelentős feltárási eredményeket értek el a barlangban. Kb. 200 m-rel növelte a csoport hosszát.
Az 1984-ben kiadott, Magyarország barlangjai című könyvben van egy Magyarország térkép, amelyen a Magyarországon lévő, biológiailag kutatott barlangok földrajzi elhelyezkedése figyelhető meg. A térképen látható a biológiailag feldolgozás alatt álló Ágasvári-barlang földrajzi elhelyezkedése. A kiadvány országos barlanglistájában szerepel a Mátra hegység barlangjai között a barlang Ágasvári-barlang néven Csergőlyuk és Csörgő-lyuk névváltozatokkal. A listához kapcsolódóan látható a Magyarország barlangjainak földrajzi elhelyezkedését áttekintő térképen a barlang földrajzi elhelyezkedése. Az 1987. december 31-i állapot alapján Magyarország 63. leghosszabb barlangja az 5230/1 barlangkataszteri számú, 230 m hosszú Csörgő-lyuk. Az összeállítás szerint az 1977. évi Karszt és Barlangban közölt hosszúsági listában a barlang nincs benne. Kárpát József 1982. évi felmérése alapján lett megállapítva, hogy a barlang 230 m hosszú.

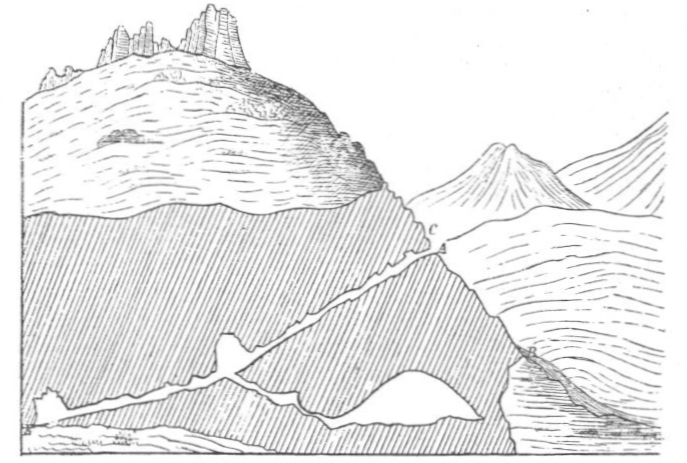
A Csörgő-lyuk hosszmetszet térképe, amely Szabó József 1890-ben megjelent tanulmányában lett publikálva

Az Eszterhás István által 1989-ben írt, Magyarország nemkarsztos barlangjainak listája című kéziratban az olvasható, hogy a Mátra hegységben, az 5230-as barlangkataszteri területen, Mátraszentimrén lévő Csörgő-lyuk másik neve Ágasvári-barlang. Riolittufában alakult ki a 230 m hosszú és 10 m mély barlang. A listában meg van említve az a Magyarországon, nem karsztkőzetben kialakult, létrehozott 220 objektum (203 barlang és 17 mesterséges üreg), amelyek 1989. év végéig váltak ismertté. Magyarországon 16 barlang keletkezett riolittufában. Az összeállítás szerint Kordos László 1984-ben kiadott barlanglistájában fel van sorolva 119 olyan barlang is, amelyek nem karsztkőzetben jöttek létre.
Az 1989. évi Karszt és Barlangban lévő, Magyarország barlangjai című összeállításban szó van arról, hogy Magyarország legnagyobb, nem karsztosodó kőzetben létrejött barlangja az ágasvári Csörgő-lyuk. Ez az omladékos hasadékrendszer 230 m hosszú. A publikációban lévő 1. ábrán (Magyarország térkép) be van mutatva a barlang földrajzi elhelyezkedése. A folyóirat 1989. évi különszámában napvilágot látott ennek az utóbbi tanulmánynak az angol nyelvű változata (The caves of Hungary). Ebben a tanulmányban Csörgő-lyuk Cave (Csörgő-lyuk) a barlang neve. Az angol nyelvű változatból megtudható, hogy a Mátra hegységben fekvő barlang riodácittufában alakult ki. 1990. július 10–14-én Buda László, Dezső József, Eszterhás István, Kállai Anikó, Kállai Zoltán, Makra Gusztáv, Manga Mihály és Szabó Géza felmérték a barlangot, majd 1990-ben Eszterhás István a felmérés alapján megszerkesztette a barlang alaprajz térképét és K–Ny irányú hosszmetszet térképét. A barlang a felmérés szerint 370 m hosszú és 29,6 m mély.
1990-ben az MKBT Vulkánszpeleológiai Kollektívája mutatta ki a Vidróczki-forrás és a felszín kapcsolatát. A Vidróczki-forrás fluoreszceinnel megfestett vize 7 óra múlva a 8 m-rel alacsonyabban és 180 m-re lévő Vándor-forrásban bukkant elő. 1990-ben Eszterhás István leírt a barlangból 18 állatfajt. Az Eszterhás István által 1992-ben írt lista szerint 1992 decemberében Magyarországon 423, a Mátra hegységben pedig 68 olyan barlang van, amelyek nem karsztkőzetben alakultak ki. A vulkanikus kőzetben létrejött, Magyarországon található barlangok között a leghosszabb a riodácittufában húzódó Csörgő-lyuk (Mátraszentimre), amely 370 m hosszú és 30 m mély. Nem karsztbarlangok Magyarországon pl. riodácittufában vannak (pl. Csörgő-lyuk).
Az Eszterhás István által írt, Magyarország nemkarsztos barlangjainak lajstroma című, 1993-ban készült kézirat szerint az 5230-as barlangkataszteri területen, a Mátra hegységben, Mátraszentimrén lévő Csörgő-lyuk riodácittufában keletkezett. A barlang 370 m hosszú és 30 m mély. Az összeállításban fel van sorolva az a Magyarországon, nem karsztkőzetben kialakult, létrehozott 520 objektum (478 barlang és 42 mesterséges üreg), amelyek 1993 végéig ismertté váltak. Magyarországon 22 barlang, illetve mesterségesen létrehozott, barlangnak nevezett üreg alakult ki, lett kialakítva riodácittufában. A Mátra hegységben 58 barlang jött létre nem karsztkőzetben.
Az 1994-ben megjelent, Lychnis. Szemelvények a vulkáni kőzetekben keletkezett barlangok kutatásáról című kiadvány szerint a Magyarországon lévő olyan barlangok között, amelyek vulkanikus kőzetben jöttek létre, az 1994. nyári állapot alapján a leghosszabb a Csörgő-lyuk (Mátraszentimre). A barlang riodácittufában alakult ki, 370 m hosszú és 30 m mély. A Magyarországon előforduló fontosabb vulkanikus kőzeteknek és az ezekben a kőzetekben lévő jelentősebb barlangoknak a földrajzi elhelyezkedését bemutató térképen látható a Csörgő-lik földrajzi elhelyezkedése. Magyarországon 489, a Mátra hegységben pedig 58 barlang található nem karsztkőzetben. Magyarországon 22 barlang alakult ki riodácittufában. 1995 végén Magyarország leghosszabb pszeudokarsztbarlangja volt a riodácittufában található, 370 m hosszú és 30 m mély Csörgő-lyuk (Mátraszentimre).
Az 1997-ben kiadott, Atlas des cavités non calcaires du monde című kiadványban a Hongrie címszó alatt rövid áttekintés látható a magyar nemkarsztos barlangokról. A legnagyobb 8 barlang név szerint fel van sorolva, a Csörgő-lyuk is meg van említve. Az adatokat Eszterhás Istvántól szerezték be. 1997-ben Lukács Attila és a társai tárták fel a bejárat közelében kezdődő, 5 m hosszú Elveszett-ágat. 1998-ban Eszterhás István megszerkesztette a barlang alaprajz térképét és K–Ny irányú hosszmetszet térképét az 1990. július 10–14-ei, valamint az 1998. május 30–31-i felmérések alapján, amelyekben Buda László, Dezső József, Eszterhás István, Kállai Anikó, Kállai Zoltán, Makra Gusztáv, Manga Mihály, Sály Zoltán, Szabó Géza, Szebeni Erzsébet és Szenti Tamás vettek részt. A felmérések szerint a barlang 425 m hosszú és 29,6 m mély. 1998-ban Eszterhás István szerkesztette meg a Csörgő-lyuk K–Ny irányú hossz-szelvény térképének árnyrajzát. 1998. május 14-től a környezetvédelmi és területfejlesztési miniszter 13/1998. (V. 6.) KTM rendelete szerint a Bükki Nemzeti Park Igazgatóság illetékességi területén, a Mátra hegységben található Csörgő-lyuk az igazgatóság engedélyével látogatható.
Az 1999-ben készült és Hazslinszky Tamás által írt kéziratban az szerepel, hogy az Ágasvár D-i lábánál, a Csörgő-patak jobb partja közelében van a kis bejárata és az összeállításban található három történet, amelyek kapcsolódnak a barlanghoz. 2001. május 17-től a környezetvédelmi miniszter 13/2001. (V. 9.) KöM rendeletének értelmében a Mátra hegység területén lévő Csörgő-lyuk fokozottan védett barlang. Egyidejűleg a fokozottan védett barlangok körének megállapításáról szóló 1/1982. (III. 15.) OKTH rendelkezés hatályát veszti. A 2001. november 12-én készült, Magyarország nemkarsztos barlangjainak irodalomjegyzéke című kézirat barlangnévmutatójában szerepel a Csörgő-lyuk (Ágasvári-barlang, Csergő-lyuk, Csörgőlyuki-barlang, Remete-barlang). A barlangnévmutatóban fel van sorolva 103 irodalmi mű, amelyek foglalkoznak a barlanggal.
A 2003-ban napvilágot látott, Magyarország fokozottan védett barlangjai című könyvben lévő barlangismertetésben az olvasható, hogy 543 m tengerszint feletti magasságban található, riodácittufában keletkezett, 425 m hosszú, 29,6 m függőleges kiterjedésű és 62 m vízszintes kiterjedésű. Mérete és genetikai értéke miatt lett fokozottan védett barlang. 1998-ban, a barlangtérképek elkészítésekor 30 m mély volt és az Eszterhás István által vezetett Vulkánszpeleológiai Kollektíva készítette a térképeket. Kb. 50 m vastag riodácittufában alakult ki. A barlangról szóló könyvfejezetben publikálva lett az 1998-ban szerkesztett árnyrajz és egy Hazslinszky Tamás által készített fénykép, amelyen a Nagy-terem kőzetblokkjai láthatók. A könyvben található, Egri Csaba és Nyerges Attila által készített hosszúsági lista szerint a Mátra hegységben lévő és 5230-1 barlangkataszteri számú Csörgő-lyuk Magyarország 58. leghosszabb barlangja 2002-ben. A 2002-ben 425 m hosszú barlang 1987-ben 230 m hosszú volt.
A 2005-ben megjelent, Magyar hegyisport és turista enciklopédia című könyvben önálló szócikke van a barlangnak. A szócikk szerint a Csörgőlyuk (Ágasvári-barlang, Remete-barlang) Magyarország leghosszabb nem karsztos eredetű barlangja. A Mátra Ny-i részén, az Ágasvár D-i oldalában, a Vándor-forrás felett lévő kis sziklacsoportban, 528 m tengerszint feletti magasságban van a bejárata a 425 m hosszú és 30 m mély barlangnak. Keletkezése a tektonikus mozgások miatt feldarabolódott riolittufa kőzetblokkok (jelenleg is tartó) átrendeződésével történt. A szűk, nehezen járható, labirintusszerű és omladékos járataiban időszakosan kis vízfolyás van. Legmélyebb pontja a Denevér-terem, ahol állóvíz található. Klímája az átlagostól eltér, mélyebb pontjain egész évben alig haladja meg a hőmérséklet a 4 °C-ot.
A barlang megismeréséhez sok legenda kapcsolódik. Szabó József 1869-ben tudományos vizsgálatokat végzett a barlangban. Ezek voltak a barlangban végzett első tudományos vizsgálatok. Szabó József tanulmánya a barlang térképével együtt 1871-ben lett kiadva. 140 m volt a barlang hossza az 1952–1953. évi kutatások után, amely 230 m-re nőtt az 1982-ben történt felméréskor. Jelenlegi mérete az 1983-tól folytatott feltáró kutatás eredménye. Az ágasvári turistaháztól kb. 500 m-re nyíló barlanghoz el lehet jutni jelzett úton. Engedéllyel és barlangjárásban gyakorlott személyek számára járható a lezárt, 1982-től fokozott védelem alatt álló barlang.
Lukács Attila szócikkében meg van említve, hogy Lukács Attilához köthető a Csörgő-lyuk Elveszett-ágának megtalálása. Orosz Mihály szócikkében említve van, hogy az általa vezetett hegymászó egyesület folyamatosan részt vesz az ágasvári Csörgőlyuk-barlang feltárásában, kutatásában, bővítésében és kezelésében. Szabó József szócikkében az olvasható, hogy először Szabó József foglalkozott a Csörgő-lyukkal. A Sziklaorom Hegymászó és Barlangász Club szócikkében az van írva, hogy a klub néhány év alatt jelentős eredményeket ért el, elsősorban új barlangok felkutatásával. Ezek közül említésre méltó a Mátra hegységben lévő Csörgőlyuk-barlang új részeinek megtalálása.
2005. szeptember 1-től a környezetvédelmi és vízügyi miniszter 22/2005. (VIII. 31.) KvVM rendelete szerint a Bükki Nemzeti Park Igazgatóság működési területén, a Mátra hegységben található Csörgő-lyuk a felügyelőség engedélyével látogatható. 2005. szeptember 1-től a környezetvédelmi és vízügyi miniszter 23/2005. (VIII. 31.) KvVM rendelete szerint a Mátra hegységben lévő Csörgő-lyuk fokozottan védett barlang. 2007. március 8-tól a környezetvédelmi és vízügyi miniszter 3/2007. (I. 22.) KvVM rendelete szerint a Bükki Nemzeti Park Igazgatóság működési területén lévő Mátra hegységben elhelyezkedő Csörgő-lyuk az igazgatóság engedélyével tekinthető meg.
A 2013-ban publikált, Varga Gábor által írt tanulmányban a Heves megyében lévő Mátraszentimrén elhelyezkedő és 5230-1 barlangkataszteri számú Csörgő-lyuk a feltételezett barlangi régészeti lelőhelyek közé van sorolva, azaz az olyan lelőhelyek közé, ahonnan leletek nem kerültek elő, vagy a leletek korhatározása nem történt meg. 2013. július 19-től a vidékfejlesztési miniszter 58/2013. (VII. 11.) VM rendelete szerint a Csörgő-lyuk (Mátra hegység, Bükki Nemzeti Park Igazgatóság működési területe) az igazgatóság hozzájárulásával látogatható. 2015. november 3-tól a földművelésügyi miniszter 66/2015. (X. 26.) FM rendelete szerint a Csörgő-lyuk (Mátra hegység) fokozottan védett barlang. 2021. május 10-től az agrárminiszter 17/2021. (IV. 9.) AM rendelete szerint a Csörgő-lyuk (Mátra hegység, Bükki Nemzeti Park Igazgatóság működési területe) az igazgatóság engedélyével látogatható. A 13/1998. (V. 6.) KTM rendelet egyidejűleg hatályát veszti.

## További irodalom
- Aba Iván: Budapest – Gyöngyös – Mátra. (Magyarország írásban és képekben sorozat 3. kötete.) Budapest, 1960. 98., 108–109., 114–115., 123–124., 125. old.
- Barcza Imre – Vigyázó János szerk.: A Mátra részletes kalauza. Budapest, 1930. 72. old.
- Claude Chabert – Paul Courbon: Atlas des cavités non calcaires du monde. (A világ nemkarsztos barlangjainak atlasza.) Franciaország, 1997.
- Elek István szerk.: Ezerszínű Magyarország. Budapest, 1955. 356–357. old.
- Eszterhás István: Magyarországi vulkáni kőzetek barlangjainak genotipusai. Borsodi Műszaki-Gazdasági Élet, 1991. (36. évf.) 4. sz. Miskolc. 45., 46. old.
- Eszterhás István: Genotypes of caves in volcanic rocks in Hungary. Conference on the karst and cave research activities of educational and research institutions in Hungary, Jósvafő. 1993. 81–86. old.
- Eszterhás István: Forschung und Beschreibung der ungarischen Vulkanhöhlen vom 16. Jahrhundert. Proceedings of Alcadi '94 Symposium. Die Höhle, 1994. (49. köt.) Wien. 29–33. old.
- Eszterhás István: Natürliche und durch künstliche Hohlráume entstandene Risse in vulkanischen Gestein. Jahresbericht der Höhlenforschergruppe Rhein-Main, Frankfurt a. M. 1994. 150–154. old.
- Eszterhás István: Natur- und künstursrüngliche Ri3e in den vulkanischen Gesteine. Proceedings of 7th International Symposium on Volcanospeleology, Santa Cruz de la Palma, 1994. 25–31. old.
- Eszterhás István: Vulkánszpeleológia. A Magyar Karszt- és Barlangkutató Társulat tanfolyami jegyzete. Budapest, 1994. 49 old.
- Eszterhás István: Caves of the Mátra. Kirándulásvezető és összefoglalók a 6. Nemzetközi Pszeudokarszt Szimpóziumhoz. Galyatető, 1996. 10–15. old.
- Eszterhás István – Ludovít Gaál – Tiberius Tulucan: Caves in the volcanic rocks of the Carpathian Ranges. Field Trip Guide and Abstracts of 6th International Symposium on Pseudokarst. Galyatető, 1996. 28. old.
- Eszterhás István – Manga Mihály: Das Csörgő-loch eine Schlufhöhle. Jahresbericht der Höhlenforschergruppe Rhein-Main, Frankfurt a. M. 1996. 107–113. old.
- Eszterhás István – Manga Mihály: The Csörgő-lyuk. Field Trip Guide and Abstracts of 6th International Symposium on Pseudokarst. Galyatető, 1996. 22. old.
- Eszterhás István: The Mátra-bérc and its surroundings. Kirándulásvezető és összefoglalók a 6. Nemzetközi Pszeudokarszt Szimpóziumhoz. Galyatető, 1996. 16–17. old.
- Eszterhás István – Ludovít Gaál – Tiberius Tulucan: Caves in the volcanic rocks of the Carpathian Ranges. Proceedings of 6th International Symposium on Pseudokarst. Galyatető, 1997. 136–157. old.
- Eszterhás István – Manga Mihály: Csörgő-Loch. Proceedings of 6th International Symposium on Pseudokarst. Galyatető, 1997. 22–32. old.
- Eszterhás István: Höhlen des Mátras. Proceedings of 6th International Symposium on Pseudokarst. Galyatető, 1997. 166–173. old.
- Eszterhás István: Legenden über vulkanische Höhlen in Ungarn. Jahresbericht der Höhlenforschergruppe Rhein-Main, Frankfurt a. M. 1997. 50–55. old.
- Eszterhás István: Pseudokarstische Höhlen in Ungarn. Proceedings of 6th International Symposium on Pseudokarst. Galyatető, 1997. 163–165. old.
- Gaál István: Szép magyar tájak. Budapest, 1944. 151. old.
- Hanák Kolos – Stiller János – Széky István: Mátrai és Gyöngyösi Kalauz. Gyöngyös, 1909. 10., 32–37., 130., 133., 134. old.
- Jakucs Pál: Mátra. Budapest, 1955. 33–34. oldalak és a 16. és a 17. oldalak között egy fénykép
- Kolosváry Gábor: Die Spinnenfauna der ungarischen Höhlen. Mitteilungen über Höhlen- und Karstforschung, 1928. Heft 4. 110. old.
- Kristóf Sándor: Mátra portyavezető. Budapest, 1954. 17–18., 39., 45., 47., 80., 105., 107., 109., 130–131. old.
- Kristóf Sándor: Magyarország hegységeinek ismertetése. Természetjárók Kézikönyve. Budapest, 1955. 48. old.
- Kristóf Sándor: Mátra útikalauz. (Második, bővített kiadás.) Budapest, 1956. 18–19., 46., 69., 75., 87., 91., 110., 125. old. és térképmelléklet
- Kristóf Sándor: Mátra útikalauz. 3. kiad. Budapest, 1957. 18–20., 46., 53., 88., 131., 148., 150. old.
- Lénárt János: Mátra útikalauz. Budapest, 1962. 12., 21., 88., 119., 128. old.
- Manga Mihály: Csörgő-lyuk. Föld és Ég, 1990. 4. sz. 116–118. old.
- Mezősi József: Jelentés a Nyugati Mátrában végzett kőzettani felvételről. Kézirat, 1951. 3., 7. old. (A kézirat megtalálható a Magyar Állami Földtani Intézet Adattárában.)
- Mikusik Árpád: Útitárs. Budapest, 1956. 22–25. old.
- Ötvös Zoltán: Kit érdekelnek a kőbe zárt csodák? Népszabadság, 1997. június 28. 24. old.
- Pásztor József: A Mátra. Budapest, 1929. 243–246. old.
- Platthy Adorján: Hevesmegye mátrai része. Az Osztrák-Magyar Monarchia írásban és képben. (Magyarország 6. kötete) 1900. 215. old.
- Soós Péter: Barangolások hazai tájakon. Budapest, 1994. 2. köt. 44., 575–576., 579–580. old.
- Szuromi László: Mátrai Tájvédelmi Körzet. Proceedings of 6th International Symposium on Pseudokarst, Galyatető, 1997. 75–83. old.
- Takácsné Bolner Katalin: Magyarország barlangjai. Föld és Ég, 1989. 8. sz. (augusztus) 232. old.
- Vadász Elemér: A magyar földtan útja Szabó József nyomában. Budapest, 1967. 37. old.
- A Zircen Janka Tanítóképző egy növendéke: Első nagy túrám. Természetjárás, 1955. július. (1. évf. 4. sz.) 10. old.
- –: Veszprém Megye Tanácsa Idegenforgalmi Hivatalának hírei. Idegenforgalmi Tájékoztató, 1953. június. (4. évf. 6. sz.) 27–28. old.
- –: A Mátrában a 780 méter magas pásztói hegy oldalában... Turista, 1960. október. (6. évf. 10. sz.) 6. old.
- –: Ágasvári-barlang mélyén. Esti Hírlap, 1981. november 10. (26. évf. 263. sz.)
- –: Gigantikus kocka az Ágasvári-barlang mélyén. Esti Hírlap, 1981. november 10.
- –: Új körfolyosó az Ágasvári-barlangban. Turista Magazin, 1982. január. 5. old.
- –: Barlangmentő vállalkozás. Búvár, 1987. november.
- –: Feltárul a „kockás” barlang bejárata. Esti Hírlap, 1987. szeptember 26.
- –: Helyreállítják az ágasvári sci-fi barlangot. Nógrád, 1987. szeptember 28.
- –: Helyreállítják a titokzatos kocka barlangját. Népszava, 1987. szeptember 28.
- –: A titokzatos kocka barlangja. Déli Hírlap, 1987. szeptember 28.
- –: Új barlangrészt tártak fel. Népújság, 1987. július 10.
- –: Új körfolyosó az Ágasvári barlangban. Turista Magazin, 1982. január. 5. old.
- –: A Mátra turistatérképe. Cartographia Kft. kiadv. Budapest, 1994. 1:40.000
- –: Barlangkutatók tanácskozása. Heves Megyei Hírlap, 1996. szeptember 23. (7. évf. 222. sz.) 3. old.